# Rozsonda
Rozsonda (románul: Ruja, németül: Roseln) falu Romániában, Erdélyben, Szeben megyében.

## Nevének eredete
Mind magyar, mind román neve a német Rosenthal ('rózsavölgy') történeti nyelvjárási változataiból való. 1349-ben Rosundal, 1362-ben Rosental, 1373-ban Rosintal, 1416-ban villa Rosarum néven említették.

## Fekvése
Szentágotától nyolc kilométerre északkeletre fekszik.

## Népessége
- 1698-ban 46 adófizető szász családfő és tíz román család lakta.
- 1722-ben 44 szász családfőt, tizenkét özvegyet és húsz román családot írtak össze.
- 1850-ben 921 lakosából 494 vallotta magát szász, 289 román, 114 cigány és 22 német nemzetiségűnek; 516 volt evangélikus és 403 ortodox vallású.[2]
- 1910-ben 1093 lakosából 623 volt német és 465 román anyanyelvű; 628 evangélikus és 465 ortodox vallású.
- 2002-ben 1165 lakosából 1119 volt román, 33 cigány és 12 német nemzetiségű; 1136 ortodox és 16 evangélikus vallású.

## Története
Nagysinkszéki szász falu volt. (1876-ban Nagy-Küküllő vármegyéhez csatolták.) Temploma mellett a középkorban apácakolostor is működött, amelyről azonban semmi pontosabb adat nem maradt fenn. Egy 1722-ből származó leírás szerint házai fából, kővel alápincézve épültek. A határ nyugati részét a hegyes domborzat és az agyagos talaj nem tette alkalmassá szántóföldi művelésre, a keleti és északkeleti határrész viszont jónak számított, trágyázásra is ritkán szorult. Itt a gazdák háromnyomásos gazdálkodást folytattak. Szarvasmarha-legelőjük elegendő volt, csak a juhaik számára béreltek legelőket. A Hortobágy áradásai gyakori károkat okoztak a szénafüvekben. Évente négy forintot fizettek a lessesieknek a mocsaras részek lecsapolásáért. Négy szőlőhegyről közepes minőségű bort szüreteltek. Terményeiket Segesvárra, Fogarasra és Nagyszebenbe hordták eladni. A családfők közül tizenöten valamilyen mesterséghez is értettek. A falusiak összesen 106 fejős tehenet, 491 juhot és kecskét és 354 disznót tartottak.
A község első, 1847-ben összeállított kataszteri leírása 187 portát vett számba, közülük 119-en szász, 69-en román családok éltek. A szászok házai kevés kivétellel kőből épültek, míg a román házak közül csak nyolc épült kőből, a többi fából. A román házak külön falurészben, az Obergasse végében tömörültek, ahol az előző évben épült fel a ma is álló ortodox kőtemplom.
1945 és 48 között az ortodox pap kezdeményezésére szigethegységi román családok települtek be Aranyosponorról és Alsóvidráról. 1956 után házaikat az új Bankgasse utcában építették fel. Az állam 1968–72-ben tejgazdaságot hozott létre Ausztriából importált szimmentáli marhákkal. Szász lakosságának zöme a Ceaușescu-korszakban Németországba emigrált.

## Nevezetességek

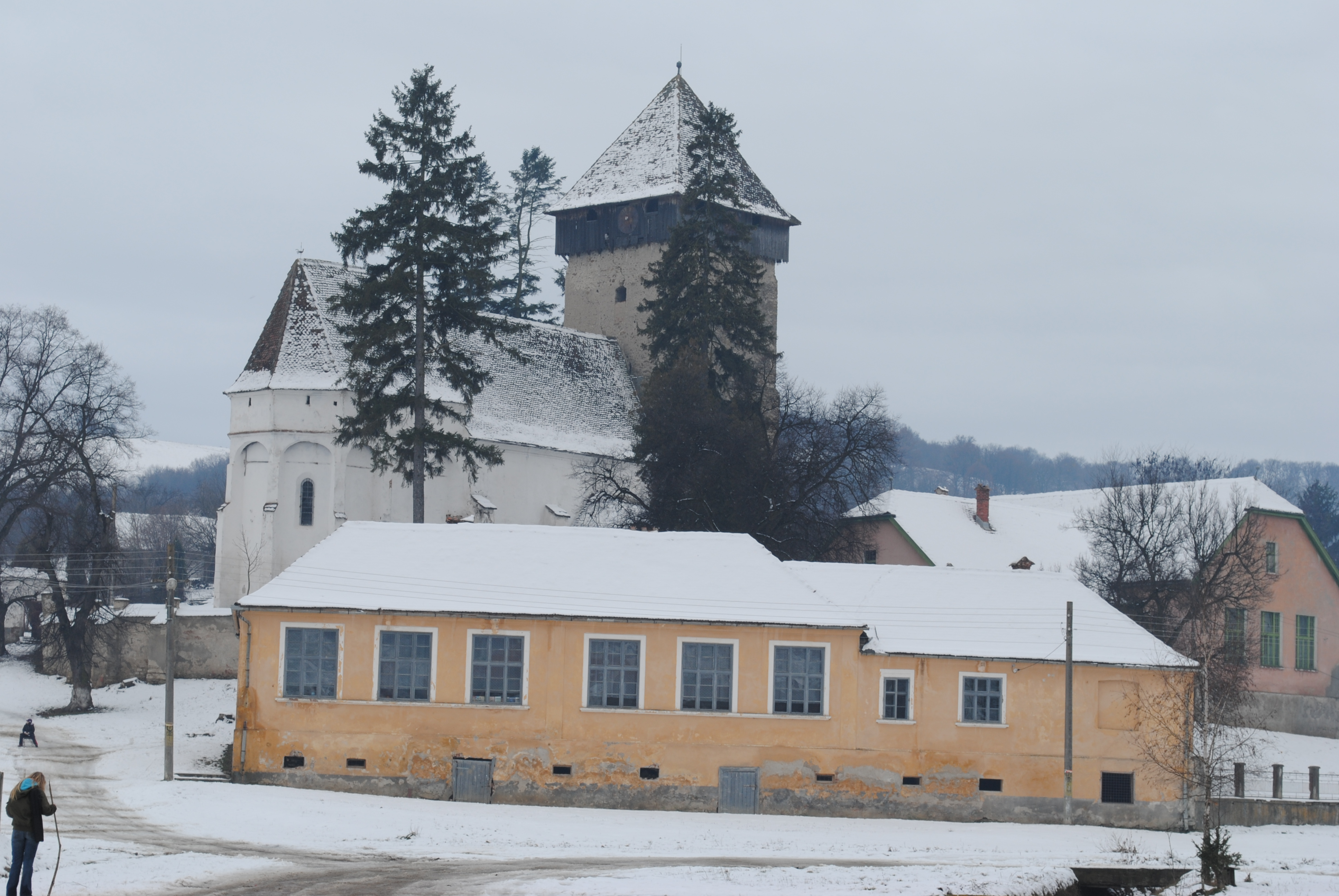
Az evangélikus templom

- Eredetileg bazilikális elrendezésű evangélikus templomának tornya eredeti alakjában, amely igen hasonlított a jakabfalvira, 1250 körül épült. A középkori, gótikus stílusú templomból az északi kapuzat és a kórus keresztboltozata maradt fenn. Nagyobb harangja 1500-ból származik. Nagysinkszék 1509-ben hat forintot rendelt a templom erődítésére. Kettős várfalait a 19. században bontották le, a védőfalakon belül állt kolostorépületet pedig 1924-ben hordták el. A délnyugati oldalon egy védőtorony alapfalai láthatók.